# Jagoš Purić
Jagoš Purić (srbsko Јагош Пурић), srbski fizik in pedagog, * 16. november 1942, Kovren, Kraljevina Jugoslavija, † 11. december 2022.
Purić je bil rektor Univerze v Beogradu v letih 1998−2000.